# Római keresztboltozat
A római keresztboltozat a keresztboltozat alapvető formája. Két, egymásra merőleges tengelyű, egyforma széles, félköríves dongaboltozat átmetszéséből származtatható. Megkaphatjuk úgy is, hogy a dongaboltozat vaknegyedei helyére boltsüveg részeket teszünk.

## Tulajdonságai
Négyzetes alaprajzú, vízszintes záradékvonalú boltozat. Négy egyforma boltsüvegből áll, a záradékai vízszintes egyenesek, átlós ívei félellipszisek, homlokívei félkörök. Csak a négy sarkán kell alátámasztani (nyílt boltozat).

## Külső hivatkozások
- oszk.hu: terminológia – PDF, ábrákkal
- BME, Épületszerkezet Tanszék: Boltozatok – PDF, ábrákkal